# 藤原千常
藤原 千常（ふじわら の ちつね/ちづね）は、平安時代中期の貴族・武将。名は知常とも記される。藤原北家魚名流、藤原秀郷の子。官位は従五位下・鎮守府将軍。

## 経歴
安和元年（968年）12月には、信濃国が千常の反乱を朝廷に奏上している。安和2年（969年）安和の変が発生し兄・千晴が配流となると、秀郷流の嫡子的地位となり、翌安和3年（970年）正月に鎮守府将軍に任ぜられる。天元2年（979年）5月には、前武蔵介であった千常が源肥と合戦に及んだことを下野国が上奏している。のちに左衛門尉、美濃守なども務め、小山荘寒河御厨を本領とした。
千常の母は侍従源通女であるが、これは、代々在地豪族との婚姻を通じて勢力の拡大を図った藤原氏が、秀郷の勲功を機に中央軍事貴族としての道を辿り始めたことを表している。

## 系譜
『尊卑分脈』による。
- 父：藤原秀郷
- 母：源通の娘
- 生母不詳の子女
  - 男子：藤原文脩
  - 男子：藤原千方